# Ołeh Biłocerkiwski
Ołeh Heorhijowycz Biłocerkiwski (ukr. Олег Георгійович Білоцерківський; ur. 13 maja 1983) – ukraiński zapaśnik startujący w stylu wolnym. Piąty w mistrzostwach Europy w 2012. Złoty medalista na wojskowych MŚ w 2008 i trzeci w 2014. Akademicki mistrz świata w 2008 roku.